# Buda
Buda (sanskrt. Buddha probuđeni, prosvjetljeni) duhovno i vjersko ime indijskog plemića i osnivača budizma Siddharthe Gautame (onoga koji je svoj cilj postigao).  Siddhārtha Gautama rođen je oko 560. godine pr. Krista u Kapilavastuu, na obronku Himalaje. Umro je oko 480. godine pr. Krista u Kusinari.
Odrekavši se bogatstva i obitelji, predao se asketizmu i religioznom razmišljanju, postigao nakon sedam godina prosvjetljenje i u poznatoj „propovijedi iz Benaresa“ objavio svoj nauk. Osnova Budinog učenja leži u vježbanju i ovladavanju umom i pretežno se bavi opisivanjem prirode uma, istraživanjem različitih njegovih karakteristika, kao i razradi načina na koji se može menjati i osloboditi. Obilazeći zemlju i propovijedajući stekao je mnogo učenika. Naučavao je jednakost među ljudima i ustajao protiv brahmanskih kasti. Učio je da je život pun patnje koja nastaje iz neznanja, prianjanja i žudnje; potrebno je da se žudnje zatomljuju, jer se tako čovjek može osloboditi i patnje. Kao najviši cilj života Buda navodi nirvanu (ugasnuće) kojom se postiže konačni cilj života: odsutnost svih žudnji te prekid samsare u stanju najvišeg savršenstva.

## Životopis
Spoznaja o Budinom životu temelji se uglavnom na svjedočanstvu kanonskih tekstova, od kojih su najopsežniji i najopširniji napisani na paliju, jeziku drevne Indije. Prema budističkoj tradiciji, nakon Gautamine smrti sazvan je sabor od 500 monaha koji su trebali identificirati autentično Učiteljev nauk. Ovaj sabor predmet je mnogih debata među budističkim učenjacima i povjesničarima. Ipak, nauk koji se držao autentičnim nije bio zapisan, već je bio povjereno pamćenju Budinih učenika. Sveti tekstovi tako su zapisani tek nakon dugo vremena. Prema šrilankanskim kronikama iz četvrtog i šestog stoljeća, najraniji od tih palijskih „kanonskih tekstova“ bili su zapisani za vrijeme vladavine kralja Vattagamanija Abhaye u prvom stoljeću prije Krista. Drugi izvještaji o Budinom životu nisu se pojavili u pismenom obliku možda sve do prvog ili čak petog stoljeća. Ovi životopisi su stoga nastali kasno i obiluju mitskom i legendarnom građom, dok su sami kanonski tekstovi plod dugog procesa usmenog prenošenja obogaćenog izmjenama i dodacima. Tako postoje mnoge legende i priče iz Budinog života.

### Izvještaji o životu
Prema prihvaćenom tradicionalnom izvještaju pojednostavljena priča Gautaminog rođenja i života glasi:
Na dan punog mjeseca u svibnju 623. u pokrajini Nepal rođen je indijski šakyanski princ po imenu Siddhattha Gotama.Kralj Šuddhodana bio mu je otac, a majka je bila kraljica Maha Maya. Umrla je nekolikom dana nakon djetetova rođenja a Maha Pajapati Gotami ostala mu je pomajkom. U dobi od šesnaest godina oženio je svoju sestričnu prekrasnu princezu Yašodharu. Gotovo trinaest godina nakon svog sretnog vjenčanja vodio je raskošan, blažen život, bivajući nesvjestan prevrtljive ćudi života s druge strane vrata palače. S vremenom mu je istina postupno postajala sve jasnija. U svojoj 29 godini dobio je sina Rahula. Vlastitog potomka je smatrao zaprekom, zbog toga što je uvidio da su svi bez iznimke podložni rođenju, bolesti i smrti. Shvaćajući tako univerzalnost patnji, odlučio je pronaći panaceju za ovu univerzalnu bolest ljudskog roda. Odrekavši se svojih kraljevskih zadovoljstava, jedne noći je potajno napustio svoj dom (...) ošišao kosu, odjenuo jednostavnu odjeću asketa i počeo lutati kao Tražitelj Istine.
Prema jednoj drugoj opširnijoj inačici Budinog života,
Na području uz rijeku Rohini koja teče južnim padinama Himalaje živjelo je pleme ili kasta Šakya. Njihov kralj, Šuddhodana Gautama, smjestio je svoju prijestolnicu u Kapilavastu. Kraljičino ime bilo je Maha Maya. Bila je kći kraljeva ujaka koji je također bio kralj susjednog područja istoga Šakya plemena. Prema legendi dvadeset godina nisu imali djece. Jedne je noći kraljica Maya imala neobičan san u kojemu je vidjela bijeloga slona kako ulazi u njenu utrobu kroz desnu stranu njenoga prsnog koša i ona je zatrudnjela. Kralj i narod su s predosjećanjem očekivali rođenje kraljevića.
Zatim slijedi neobično rođenje Bude u parku sal drveća nazvanom Lumbini gaj. 
Kad je kraljica posegnula za granom drveta iz njene utrobe je izišao mali Buda poput propovjednika koji silazi sa svoje propovjedničke stolice(...)Ovo se zbilo prema priči, osmi dan u travnju. Čim je rođen objema nogama čvrsto staje na tlo, čini sedam koraka na sjever, dok mu se bijeli baldahin neprestano nalazi iznad glave, te motreći sve četiri strane svijeta uzvikuje neusporedivim glasom:`Na cijelom svijetu ja sam vrhovni, najbolji i najznačajniji, ovo je moje posljednje rođenje, nikad više ne ću biti rođen.´
Kralj je dao ime sinu Siddharta, što znači "svaka želja ispunjena". Nekoliko dana nakon toga kraljica Maya je preminula.
Po izlasku iz palače Buda po je prvi put u svom životu ugledao bolesnog čovjeka, ostarjelog čovjeka i mrtvog čovjeka. Nakon ovih iskustava počela su ga mučiti razmišljanja o smislu života.
Predaja dalje kaže kako:
Njegova muka nije završila i mnogi su ga demoni iskušavali govoreći mu: `Bolje bi ti bilo da se vratiš u dvorac, jer uskoro će čitav svijet biti tvoj.` Ali on je demonima odgovarao da ne želi čitav svijet. I tako je obrijao glavu i zaputio se na jug noseći u ruci prosjačku zdjelu. Kraljević je najprije posjetio pustinjaka Bhagavu i promatrao njegove asketske vježbe. Zatim je otišao k Arada Kalami i Udraka Ramaputri ne bi li naučio njihove načine postizanja nirvane pomoću meditacije; ali nakon što je neko vrijeme vježbao, shvatio je da ga to ne će dovesti do prosvjetljenja. Konačno je stigao u zemlju Magadha i vježbao askezu u šumi Uruvilva na obalama rijeke Nairanđana koja teče kraj dvorca Gaya. Načini njegovih vježbi bili su nevjerojatno rigorozni. Poticao je samoga sebe mišlju da `niti jedan asket u prošlosti nije, kao ni u sadašnjosti, a niti jedan ne će u budućnosti vježbati ozbiljnije od mene.´ A opet, kraljević nije uspijevao ostvariti svoj cilj.
Gautama je uporno nastavio svjestan rad na svom duhovnom uzdizanju i savladavanju raznih iskušenja. Nakon što je na istočnom nebu ugledao jutarnju zvijezdu, u sjeni smokvina stabla nakon ustrajne meditacije postigao je unutarnje prosvjetljenje.
Potom se posvetio širenju svog nauka, sve do svoje smrti. Nakon smrti njegovo tijelo je prema običajima spaljeno. Legenda:
Sedam obližnjih vladara, kao i kralj Ađatasatru, tražilo je da im se podijeli pepeo Budinog kremiranog tijela. Kralj Kusinagare u početku je odbijao i rasprava je gotovo završila ratom; ali na savjet mudroga čovjeka zvanog Drona, kriza se smirila i pepeo je razdijeljen među osam velikih zemalja. Pepeo pogrebne lomače, kao i zemljana posuda u kojoj su bili ostaci, također su darovani dvojici ostalih vladara, da ih se jednako počasti. Kao svetišta koja čuvaju njegove ostatke i pepeo izgrađeni su visoki tornjevi za sjećanje na Budu.

## Budizam

### Prosvjetljenje
Prekretnicu u Budinom životu predstavljalo je suočavanje s negativnom stranom ljudskog života; s bolešću, starošću i smrću. Buda je prema priči susreo svetog čovjeka, koji se povukao od svijeta tražeći istinu. To je nagnalo Gautamu da napusti svoju obitelj, svoje posjede i svoje prinčevsko ime i da sljedećih šest godina provede tražeći odgovor od hinduističkih učitelja i gurua, no bezuspješno. Izvještaj kaže da je živio u meditaciji, postu, jogi i ekstremnom samoodricanju, no ipak nije našao duševni mir i prosvjetljenje.
Nakon toga je shvatio da je takav život krajnjih odricanja jednako tako besplodan kao i što je ugodan život kakаv je vodio prije. Sada je prihvatio ono što je nazvao Srednji put, izbjegavajući ekstremne životne stilove koje je bio slijedio. Došavši do zaključka da odgovor treba tražiti u vlastitoj svjesnosti, sjeo je da bi meditirao pod drvetom pipala, indijske svete smokve. Odupirući se napadima i iskušenjima zloduha Mare, ostao je postojan u meditaciji tokom četiri tjedna (prema nekima sedam tjedana) sve dok nije nadrastao svu spoznaju i razumijevanje i postigao prosvijetljenje. Time je Gautama postao Buda. Postigao je krajnji cilj, nirvanu, stanje savršenog mira i duhovno uzvišenog prosvjetljenja, slobodan od svih žudnja i patnji. 
Također je poznat kao Šakjamuni, mudrac iz plemena Šakya, a sam sebe je često nazivao i Tathagata, onaj koji je tako došao (da poučava). 
Različiti ogranci budizma zastupaju različita gledišta o ovoj stvari.
Neki ga smatraju tek čovjekom koji je pronašao put do svojeg prosvijetljenja i koji je o tome poučavao svoje sljedbenike. Drugi ga smatraju posljednjim u nizu Buda koji su trebali doći na svijet da bi propovijedali ili ponovno oživjeli dharmu (na paliju dhamma), nauk ili put Bude. Treći ga smatraju bodisatvom, onim koji je postigao prosvijetljenje ali je odgodio ulazak u nirvanu da bi pomagao drugima u njihovoj težnji za prosvijetljenjem.
Postigavši prosvijetljenje Buda je krenuo poučavati druge svojo novootkrivenoj istini, dharmi. Njegova prva i možda najvažnija propovijed održana je u gradu Benaresu, u parku jelena, petorici bhikkua, učenika ili monaha. U toj ih je propovijedi poučio da čovjek koji želi biti spašen mora izbjegavati i put ugađanja osjetnim zadovoljstvima i put asketizma ta da mora slijediti Srednji put. Zatim, čovjek mora razumjeti i slijediti Četiri plemenite istine koje se mogu sažeti na sljedeći način:
- Svako postojanje je patnja
- Patnja dolazi od žudnje
- Ugasnuće žudnje znači kraj patnje
- Ugasnuće žudnje postiže se slijeđenjem Osmostrukog puta, kontroliranjem svog vladanja, razmišljanja i uvjerenja.

Četvrta istina ujedno obuhvaća Osmostruki put: "A ovo je bhikkui, plemenita istina o putu koji vodi do okončanja patnje. Doista, to je taj plemeniti osmostruki put, drugim riječima: pravilna gledišta, pravilne težnje, pravilan govor, pravilno vladanje, pravilan način skrbljenja za život, pravilan napor, pravilna svjesnost i pravilna kontemplacija."
Ova propovijed o Srednjem putu i o Četiri plemenite istine predstavlja bit Prosvjetljenja te se smatra suštinom sveg Budinog učenja. Gautama nije tvrdio da je ova propovijed bila božanski nadahnuta, nego je zaslugu pripisao sebi, riječima otkriveno od Thagate. Kaže se da je na svojo samrtničkoj postelji Buda rekao svojim učenicima: Spasenje tražite jedino u istini, ne očekujte pomoć ni od koga drugog osim od sebe samih. Dakle prema Budinim riječima prosvjetljenje ne dolazi od Boga, već se postiže osobnim naporom.
Buda je tako propovijedao uzduž i poprijeko doline Gangesa. Dolazili su ga slušati ljudi svih socijalnih staleža, te su postajali njegovim učenicima. Do svoje smrti u starosti od 80 godina, postao je nadaleko poznat i vrlo poštovan. Izvještaj kaže da su njegove posljednje riječi učenicima bile: Svi sastavni dijelovi bića propadaju. Marljivim radom postignite svoje spasenje.

### Širenje naučavanja
Nakon što je prihvatilo Budin nauk, pet bhikkua postalo je prvom sanghom tj. monaškim redom. Tako su sačinjena „Tri dragulja“ triratna budizma, buda, dharma i sangha. U trećem stoljeću pr. Krista oko 200 godina nakon Budine smrti pojavio se najznačajniji branitelj budizma, car Ašoka, koji je većinu Indije doveo pod svoju vlast. Navodno ožalošćen pokoljem i nemirom koji su prouzročila njegova osvajanja, prigrlio je budizam i dao mu državnu podršku. Podigao je vjerske spomenike, sazivao sabore i opominjao ljude da da žive po Budinim uputama. Poslao je budističke misionare u sve dijelove Indije te u Šri Lanku, Siriju, Egipat i Grčku. Sa Šri Lanke budizam se širio prema istoku u Mjanmar, Tajland i druge dijelove Indokine. Proširio se i na sjever, u Kašmir i središnju Aziju. Iz tih su područja već u prvom stoljeću monasi krenuli na put preko planina i pustinja i donijeli svoju religiju u Kinu. Iz Kine budizam se proširio u Koreju i Japan. Budizam je također ušao i u susjedni Tibet. Tamo se stopio s lokalnim vjerovanjima, te je nastupio kao lamaizam, dominirajući i vjerskim i političkim životom.

## Citati

### Budin posljednji govor
Pod stablima sala u Kusinagari, obraćajući se posljednji put svojim učenicima, Buda je rekao: